# グループ・ゼロ
有限会社グループ・ゼロは、電子コミック制作やコンテンツ取次を主な業務とする日本の企業。

## 概要
電子コミック出版社として一般社団法人ABJに加盟。（登録番号 第6091713号）
出版社松文館の関連会社で同社の著作権管理を担っている。

## 電子コミックレーベル
- ラブ・ペイン・コミックス：少女コミックレーベル
- ゼットコミックス：男性向けコミックレーベル
- レジェンドコミック：男性向けコミックレーベル
- 女の闇ファイル：女性向けコミックレーベル
- マンガの金字塔：許諾作品の配信レーベル（一般コミック）

## 主要取引先・主要配信先（50音順）
- アマゾンジャパン合同会社
- 株式会社アムタス
- エヌ・ティ・ティ・ソルマーレ株式会社
- 株式会社カカオピッコマ
- 株式会社クリーク・アンド・リバー社
- 大日本印刷株式会社
- 合同会社DMM.com
- 株式会社パピレス
- 株式会社ビーグリー
- 株式会社viviON
- 株式会社ビューン
- 株式会社BookLive
- 株式会社メディアドゥ
- 株式会社モバイルブック・ジェーピー
- LINE Digital Frontier株式会社